# Borchmolen (Kessenich)
De Borchmolen of Kasteelmolen is een watermolen op de Itterbeek, die behoort bij Kasteel Borgitter te Kessenich. Ze is gelegen aan Kasteelstraat 19A, vlak bij de Belgisch-Nederlandse grens.

## Vier watermolens
Het betreft een onderslagmolen die fungeerde als korenmolen. Hier stonden vier watermolens dicht bij elkaar: De Borchmolen was de bovenste van de vier, de andere waren: de Armenmolen te Neeritter, de Schouwsmolen te Ittervoort, en de Kraekermolen te Thorn. Tussen de bovenste en de benedenste molen bedroeg het verval slechts 4,8 meter, zodat ze elkaar hinderden. Omstreeks 1950 werden alle molens stilgelegd.

## Geschiedenis
Van de Borchmolen was al sprake in een document van 1447, dit zou echter -volgens sommige auteurs- ook de Armenmolen kunnen betreffen en zou de Borchmolen pas na 1530 zijn gesticht. Ze fungeerde als banmolen. Deze was lange tijd in het bezit van de familie Van Waes, Heren van Kessenich. Vanaf 1804 kwam kasteel en molen in bezit van een Nederlandse eigenaar, en wel mr. Henricus Josephes baron Michiels van Kessenich (1770-1825), lid van de familie Michiels. Later traden ook leden van de familie Van Nispen tot Sevenaer aan als eigenaar. Daarna volgden nog een aantal anderen. Zij verpachtten de molen aan diverse molenaars, maar in 1950 werd de molen stilgelegd. In 1976 werd de Itterbeek verlegd, waardoor de watertoevoer naar de molen onvoldoende werd.
Het waterrad is van ijzer, naar ontwerp van Jean-Victor Poncelet, met evolvente schoepen, waarmee een rendement van 70% kon worden behaald. Het binnenwerk is nog aanwezig. Om de molen maalvaardig te maken zou de Itterbeek weer in haar oorspronkelijke bedding gelegd moeten worden en er zijn plannen om dit te verwezenlijken.